# Nekrolog Juli 2008
Nekrolog
◄◄
| ◄
| 2004
| 2005
| 2006
| 2007
| 2008 | 2009 | 2010 | 2011 | 2012 | ► | ►►
Januar |
Februar |
März |
April |
Mai |
Juni |
Juli |
August |
September |
Oktober |
November |
Dezember 2008
Weitere Ereignisse | Allgemeiner Nekrolog 2008
Die Beschreibung der verstorbenen Person sollte so kurz wie möglich gehalten sein und nur deren signifikante Tätigkeit(en) enthalten.
Neue Namen ggf. auch unter dem Geburts- und Sterbedatum, also etwa unter 1. Januar und im Geburts- und Sterbejahr (2024) eintragen (nur bei entsprechender großer Wichtigkeit). Für Beispiele siehe die schon vorhandenen Artikel.
Außerdem über die fünf zuletzt Verstorbenen, zu denen es einen ausreichend guten Artikel für eine Präsentation auf der Hauptseite gibt, nach der todesbedingten Überarbeitung der Artikel ggf. auch unter Wikipedia Diskussion:Hauptseite informieren und sie am besten auch in den anderen Wikipedia-Sprachversionen eintragen. Tipp: Regelmäßig bei news.google.de nach „ist tot“, „gestorben“ oder „verstorben“ suchen.
Wenn eine Person gestorben ist, gibt es viele Seiten zu dieser Person in der Wikipedia, die davon auch betroffen sind und entsprechend aktualisiert werden müssen. Beispiele: Namenübersichtsseite, Geburtsjahr, Geburtsort-Seiten und viele mehr.
Wie finde ich die betroffenen Seiten?
Im Suchfeld auf der linken Seite gibt man den Suchbegriff so ein: „Vorname Nachname“. Dann klickt man auf Volltext und alle Seiten mit entsprechendem Suchtext werden aufgerufen. Hier sieht man dann schnell, wo auch das Todesjahr Sinn macht oder sogar ein Teil des Artikels angepasst werden muss. Auch hilft das „Werkzeug“ auf der linken Seite sehr gut, um solche Seiten aufzufinden: „Links auf diese Seite“. Somit ist die Wikipedia wieder aktuell in allen Bereichen! Hinweis: bei Eintragung der Kategorie „Gestorben JAHR“ wird der Missbrauchsfilter 49 ausgelöst, was jedoch nicht schlimm ist. Siehe: Spezial:Missbrauchsfilter/49
Dies ist eine Liste von im Juli 2008 verstorbenen bekannten Persönlichkeiten. Die Einträge erfolgen innerhalb der einzelnen Daten alphabetisch sortiert. Tiere sind im Nekrolog für Tiere zu finden.

## Juli
| Tag          | Name                              | Beruf, bekannt als                                                                                              | Alter | Beleg |
| ------------ | --------------------------------- | --- | ----- | ----- |
| 1. Juli      | Mel Galley                        | britischer Gitarrist classicrockmagazine.com                                                                    | 60    |       |
| 1. Juli      | Mogens Glistrup                   | dänischer Politiker dr.dk                                                                                       | 82    |       |
| 1. Juli      | Werner Göhner                     | deutscher Sportfunktionär                                                                                       | 79    |       |
| 1. Juli      | Letty de Jong                     | niederländische Sängerin codexflores.ch                                                                         | 71    |       |
| 1. Juli      | Jan van Kilsdonk                  | niederländischer Priester nos.nl                                                                                | 91    |       |
| 1. Juli      | Eberhard F. Mammen                | deutscher Mediziner und Hochschullehrer                                                                         | 77    |       |
| 1. Juli      | Susanne Miller                    | deutsche Historikerin                                                                                           | 93    |       |
| 1. Juli      | Edmundo Paguaga Irías             | nicaraguanischer Politiker, Regierungsjuntamitglied in Zeit der Diktatur des Somoza-Clans in Nicaragua          | ≈85   |       |
| 1. Juli      | Adele Palmer                      | US-amerikanische Kostümbildnerin                                                                                | 92    |       |
| 1. Juli      | Leonard Pennario                  | US-amerikanischer Pianist                                                                                       | 83    |       |
| 1. Juli      | John Pont                         | US-amerikanischer American-Football-Coach toledo.scout.com                                                      | 80    |       |
| 1. Juli      | Jacques Roussel                   | französischer Dirigent codexflores.ch                                                                           | 96    |       |
| 1. Juli      | Ernst Schacht                     | deutscher evangelisch-lutherischer Bischof                                                                      | 55    |       |
| 1. Juli      | Kajo Scholz                       | deutscher Lyriker                                                                                               | 55    |       |
| 2. Juli      | Arne Alig                         | deutscher Basketballspieler und -trainer spox.com                                                               | 40    |       |
| 2. Juli      | Siegfried Bimberg                 | deutscher Chorleiter, Musikwissenschaftler, Komponist und Universitätsprofessor lvdk.homepage.t-online.de       | 81    |       |
| 2. Juli      | Omar Caetano                      | uruguayischer Fußballspieler                                                                                    | 69    |       |
| 2. Juli      | Gertrud Knebusch                  | deutsche SPD-Kommunalpolitikerin in Hannover                                                                    | ≈84   |       |
| 2. Juli      | Gerhard Krapf                     | deutsch-US-amerikanischer Organist, Komponist und Musikpädagog                                                  | 83    |       |
| 2. Juli      | Wolfhard Liegmann                 | deutscher Journalist sr-online.de                                                                               | 68    |       |
| 2. Juli      | Hilda Lietzmann                   | deutsche Kunsthistorikerin und Bibliothekarin                                                                   | 82    |       |
| 2. Juli      | Dejan Medaković                   | jugoslawischer Historiker studio-b.rs                                                                           | 85    |       |
| 2. Juli      | Joe Nhlanhla                      | südafrikanischer Politiker mg.co.za                                                                             | 71    |       |
| 2. Juli      | Simone Ortega                     | spanische Autorin verschiedener Kochbücher                                                                      | 89    |       |
| 2. Juli (?)  | Wayne Pai                         | taiwanischer Geschäftsmann times.hinet.net                                                                      | 55    |       |
| 2. Juli      | Eleanor Ruggles                   | US-amerikanische Biografin highbeam.com                                                                         | 92    |       |
| 2. Juli      | Natasha Shneider                  | russische Musikerin und Schauspielerin                                                                          | 52    |       |
| 2. Juli      | Heinz Simkowski                   | deutscher Politiker (SED)                                                                                       | 77    |       |
| 2. Juli      | Elizabeth Spriggs                 | britische Schauspielerin telegraph.co.uk                                                                        | 78    |       |
| 2. Juli      | Rainer Sprung                     | österreichischer Rechtswissenschaftler                                                                          | 72    |       |
| 3. Juli      | Georg Batz                        | deutscher Seminar-Organisator hpd.de                                                                            | 55    |       |
| 3. Juli      | Colin Cooper                      | britischer Musiker thisisthesentinel.co.uk                                                                      | 68    |       |
| 3. Juli      | Ingeborg Eichler                  | österreichische Pharmakologin                                                                                   | 84    |       |
| 3. Juli      | Karl Haager                       | deutscher Jurist, Richter des Bundesverfassungsgerichts bundesverfassungsgericht.de                             | 97    |       |
| 3. Juli      | Larry Harmon                      | US-amerikanischer Komiker pantagraph.com                                                                        | 83    |       |
| 3. Juli      | Harald Heide-Steen junior         | norwegischer Schauspieler und Komiker vg.no                                                                     | 68    |       |
| 3. Juli      | Wilhelm Jung                      | deutscher Kunsthistoriker und Konservator web.archive.org                                                       | 85    |       |
| 3. Juli      | Salah Ragab                       | ägyptischer Militär- und Jazzmusiker                                                                            | ≈72   |       |
| 3. Juli      | Oliver Schroer                    | kanadischer Fiddlespieler und Komponist                                                                         | ≈52   |       |
| 3. Juli      | Tvrtko Švob                       | jugoslawischer bzw. kroatischer Biologe cendo.hr                                                                | 90    |       |
| 3. Juli      | Anneliese Wertsch                 | deutsche Theaterschauspielerin                                                                                  | 86    |       |
| 3. Juli      | Hans Zwiefelhofer                 | deutscher Jesuit und Sozialwissenschaftler orden-online.de                                                      | 76    |       |
| 4. Juli      | Bernard Meltzer                   | britischer Informatiker                                                                                         | ≈92   |       |
| 4. Juli      | Siegfried Baske                   | deutscher Philologe newbooks-services.de                                                                        | 82    |       |
| 4. Juli      | Dan Cook                          | US-amerikanischer Journalist dallasnews.com                                                                     | 81    |       |
| 4. Juli      | Vittorio Crucillà                 | italienischer Journalist und Filmregisseur                                                                      | ≈91   |       |
| 4. Juli      | Thomas Michael Disch              | US-amerikanischer Schriftsteller locusmag.com                                                                   | 68    |       |
| 4. Juli      | Jesse Helms                       | US-amerikanischer Politiker wsoctv.com                                                                          | 86    |       |
| 4. Juli      | Evelyn Keyes                      | US-amerikanische Schauspielerin news.yahoo.com                                                                  | 91    |       |
| 4. Juli      | Karl-Otto Maue                    | deutscher Journalist pressrelations.de                                                                          | 61    |       |
| 4. Juli      | Ihor Rymaruk                      | ukrainischer Dichter und Herausgeber                                                                            | 50    |       |
| 4. Juli      | Thomas Schmidt                    | deutscher Schauspieler berliner-kurier.de                                                                       | 66    |       |
| 4. Juli      | Nicolaus Sombart                  | deutscher Schriftsteller und Kultursoziologe faz.net                                                            | 85    |       |
| 4. Juli      | Janwillem van de Wetering         | niederländisch-US-amerikanischer Schriftsteller boersenblatt.net                                                | 77    |       |
| 4. Juli      | Klaus Wolf                        | deutscher Sportjournalist berliner-zeitung.de                                                                   | 58    |       |
| 4. Juli      | Charles Wheeler                   | britischer Journalist news.bbc.co.uk                                                                            | 85    |       |
| 5. Juli      | Mercedes Barranco                 | spanische Schauspielerin                                                                                        |       |       |
| 5. Juli      | Pieter Bogaers                    | niederländischer Politiker telegraaf.nl                                                                         | 84    |       |
| 5. Juli      | Beat Bolliger                     | Schweizer Koch bielertagblatt.ch                                                                                | 66    |       |
| 5. Juli      | Gonzalo Chillida                  | spanischer Maler derstandard.at                                                                                 | 82    |       |
| 5. Juli      | Hasan Doğan                       | türkischer Fußballfunktionär sport1.de                                                                          | 52    |       |
| 5. Juli      | René Harris                       | nauruischer Politiker und mehrfacher Staatspräsident pacificmagazine.net                                        | 60    |       |
| 5. Juli      | Frijo Müller-Belecke              | deutscher Bildhauer                                                                                             | 76    |       |
| 5. Juli      | Nobuko Nakahara                   | japanische Architektin                                                                                          | 79    |       |
| 5. Juli      | Melford Okilo                     | nigerianischer Politiker                                                                                        | 74    |       |
| 5. Juli      | Frigyes Puja                      | ungarischer kommunistischer Politiker und Diplomat                                                              | 87    |       |
| 5. Juli      | Thích Huyền Quang                 | Oberhaupt der Vereinigten Buddhistischen Kirche Vietnams latimes.com                                            | 87    |       |
| 5. Juli      | Tomma Wember                      | deutsche Künstlerin                                                                                             | 89    |       |
| 5. Juli      | Hannes Wettstein                  | Schweizer Designer tagesschau.sf.tv                                                                             | 50    |       |
| 6. Juli      | Bobby Durham                      | US-amerikanischer Jazz-Schlagzeuger obit-mag.com                                                                | 71    |       |
| 6. Juli      | Pierre Haab                       | Schweizer Physiologe unifr.ch                                                                                   | 80    |       |
| 7. Juli      | Arndt Kluge                       | deutscher Leichtathlet                                                                                          | 66    |       |
| 6. Juli      | Nonna Mordjukowa                  | russische Schauspielerin newsru.com                                                                             | 82    |       |
| 7. Juli      | Anton Pointecker                  | österreichischer Schauspieler digitalfernsehen.de                                                               | 70    |       |
| 6. Juli      | Mando Ramos                       | US-amerikanischer Boxer latimes.com                                                                             | 59    |       |
| 6. Juli      | Rafael Bello Ruiz                 | Alterzbischof von Acapulco, Mexiko catholic-hierarchy.org                                                       | 82    |       |
| 6. Juli      | Johanna Taubert                   | deutsche Krankenschwester, Unterrichtsschwester, Pflegedienstleiterin und Professorin für Pflegewissenschaft    | 61    |       |
| 6. Juli      | Thích Huyền Quang                 | vietnamesischer Patriarch der Unified Buddhist Church of Vietnam news.bbc.co.uk                                 | 87    |       |
| 7. Juli      | Ulrich Cartarius                  | deutscher Historiker und Archivar                                                                               | 68    |       |
| 7. Juli      | Bruce Conner                      | US-amerikanischer Künstler monstersandcritics.de                                                                | 74    |       |
| 7. Juli      | Ralph Hutchinson                  | britischer Jazzposaunist                                                                                        | 83    |       |
| 7. Juli      | Dorian Leigh                      | US-amerikanisches Model washingtonpost.com                                                                      | 91    |       |
| 7. Juli      | Clem McSpadden                    | US-amerikanischer Politiker                                                                                     | 82    |       |
| 7. Juli      | Gustav Melzer                     | österreichischer Grabungstechniker beim Bundesdenkmalamt                                                        | ≈76   |       |
| 7. Juli      | Diana Gabrielle O’Brien           | kanadisches Model respectance.com                                                                               | 22    |       |
| 7. Juli      | Peter Seeger                      | deutscher Komponist, Musikpädagoge und Dirigent                                                                 | 89    |       |
| 7. Juli      | Vasile Vasilache                  | rumänischer Schriftsteller bbc.co.uk                                                                            | 82    |       |
| 7. Juli      | Giovanni Viola                    | italienischer Fußballspieler juventus.com                                                                       | 82    |       |
| 8. Juli      | Alex d'Arbeloff                   | US-amerikanischer Unternehmer web.mit.edu                                                                       | 80    |       |
| 8. Juli      | Helmut Blume                      | deutscher Geograph                                                                                              | 88    |       |
| 8. Juli      | Wieńczysław Gliński               | polnischer Schauspieler                                                                                         | 87    |       |
| 8. Juli      | Kurt Hannemann                    | deutscher Theologe und Politiker (CDU)                                                                          | 85    |       |
| 8. Juli      | Georg Kleinebreil                 | deutscher Komponist georg-kleinebreil.de                                                                        | 45    |       |
| 8. Juli      | Manfred Koslowski                 | deutscher Politiker (CDU), MdV, MdB                                                                             | 66    |       |
| 8. Juli      | Jo Micovich                       | deutsche Schriftstellerin, Lyrikerin und Hörspielautorin                                                        | 82    |       |
| 8. Juli      | Peter Millwisch                   | österreichischer Schriftsteller                                                                                 | 64    |       |
| 8. Juli      | Leopold Schrems                   | österreichischer Soldat der deutschen Wehrmacht im Zweiten Weltkrieg                                            | 85    |       |
| 8. Juli      | John Marks Templeton              | britischer Fondsmanager manager-magazin.de                                                                      | 95    |       |
| 9. Juli      | Walentin Aleksandrow              | bulgarischer Politiker                                                                                          | 61    |       |
| 9. Juli      | David Paul Ausubel                | US-amerikanischer Pädagoge und Lerntheoretiker                                                                  |       |       |
| 9. Juli      | Séamus Brennan                    | irischer Politiker irishtimes.com                                                                               | 60    |       |
| 9. Juli      | David H. Greene                   | US-amerikanischer Literaturwissenschaftler nytimes.com                                                          | 94    |       |
| 9. Juli      | Charles H. Joffe                  | US-amerikanischer Filmproduzent latimes.com                                                                     | 78    |       |
| 9. Juli      | Helmut Kentler                    | deutscher Sexualwissenschaftler taz.de                                                                          | 80    |       |
| 9. Juli      | José Carlos de Lima Vaz           | Altbischof von Petrópolis, Brasilien catholic-hierarchy.org                                                     | 79    |       |
| 9. Juli      | Harald Riesenfeld                 | schwedischer Theologe                                                                                           | 95    |       |
| 9. Juli      | Friedl Thorward                   | deutscher Bergsteiger und Buchautor                                                                             | 93    |       |
| 10. Juli     | Hiroaki Aoki                      | US-amerikanischer Wrestler und Restaurant-Besitzer nytimes.com                                                  | 69    |       |
| 10. Juli     | Vittorio Casagrande               | deutsch-italienischer Schlagersänger derstandard.at                                                             | 74    |       |
| 11. Juli     | Michael Ellis DeBakey             | US-amerikanischer Herzchirurg nytimes.com                                                                       | 99    |       |
| 10. Juli     | Jakob Ejersbo                     | dänischer Schriftsteller dr.dk                                                                                  | 40    |       |
| 10. Juli     | Smaran Ghosal                     | indischer Laienschauspieler                                                                                     |       |       |
| 10. Juli     | Ayub Khan Ommaya                  | pakistanischer Neurochirurg                                                                                     | 78    |       |
| 10. Juli     | Hubert Pfoch                      | österreichischer Politiker wiev1.orf.at                                                                         | 88    |       |
| 10. Juli     | Theodor Schnider                  | Schweizer Politiker zisch.ch                                                                                    | 78    |       |
| 10. Juli     | Mike Souchak                      | US-amerikanischer Golfspieler uk.reuters.com                                                                    | 81    |       |
| 10. Juli     | Ahmad Suradji                     | indonesischer Serienmörder news.sky.com                                                                         | 57    |       |
| 10. Juli     | Yōji Totsuka                      | japanischer Physiker japantoday.com                                                                             | 66    |       |
| 11. Juli     | Gerd Diesselhorst                 | deutscher Ornithologe                                                                                           | 96    |       |
| 11. Juli     | Hans Rudolf Grunau                | Schweizer Geologe und Erdölgeologe sowie Maler                                                                  | 88    |       |
| 11. Juli     | John van Kesteren                 | niederländischer Opernsänger parool.nl                                                                          | 87    |       |
| 11. Juli     | Olga Knoblach-Wolff               | deutsche Malerin, Dichterin und Grafikerin                                                                      | 85    |       |
| 11. Juli     | Breno Mello                       | brasilianischer Schauspieler und Fußballspieler                                                                 | 76    |       |
| 11. Juli     | Anatoli Pristawkin                | russischer Schriftsteller dernewsticker.de                                                                      | 76    |       |
| 12. Juli     | Jewgeni Artjuchin                 | russischer Ringer sport.gazeta.ru                                                                               | 58    |       |
| 12. Juli     | Reinhard Fabisch                  | deutscher Fußballtrainer dfb.de                                                                                 | 57    |       |
| 12. Juli     | Wili Kasasjan                     | bulgarischer Komponist und Jazz-Musiker sofiaecho.com                                                           | 73    |       |
| 12. Juli     | Antonio Maia                      | brasilianischer Maler, Zeichner, Graveur und Illustrator                                                        | 79    |       |
| 12. Juli     | Günter Mangelsdorf                | deutscher Prähistoriker, Mittelalterarchäologe und Hochschullehrer                                              | 60    |       |
| 12. Juli     | Bobby Murcer                      | US-amerikanischer Baseball-Spieler und Sportjournalist                                                          | 62    |       |
| 12. Juli     | Earl Nelson                       | US-amerikanischer Sänger und Songwriter                                                                         | 79    |       |
| 12. Juli     | Tony Snow                         | US-amerikanischer Journalist politico.com                                                                       | 53    |       |
| 12. Juli     | Zdeněk Urbánek                    | tschechischer Schriftsteller, Übersetzer, Hochschulpädagoge und Unterzeichner der Charta 77                     | 90    |       |
| 13. Juli     | Les Crane                         | US-amerikanischer Radiomoderator cnn.com                                                                        | 74    |       |
| 13. Juli     | Bronisław Geremek                 | polnischer Politiker und Historiker tvn24.pl                                                                    | 76    |       |
| 13. Juli     | John Mabuku                       | namibischer Gouverneur der Region Caprivi, Caprivi-Autonomist und Mitglied der Demokratischen Turnhallenalli... |       |       |
| 13. Juli     | Joseph Jiang Mingyuan             | katholischer Bischof des Bistums Zhaoxian, China China: Untergrundbischof verstorben                            | 77    |       |
| 13. Juli     | Rudolf Nafziger                   | deutscher Fußballspieler merkur.de                                                                              | 62    |       |
| 13. Juli     | Karl Vonwald                      | österreichischer Politiker                                                                                      | 74    |       |
| 13. Juli     | Gerald Wiggins                    | US-amerikanischer Jazz-Musiker latimes.com                                                                      | 86    |       |
| 14. Juli     | Wolfgang Bartholomäus             | deutscher katholischer Theologe und Hochschullehrer                                                             | 74    |       |
| 14. Juli     | Björn Berg                        | schwedischer Zeichner diepresse.com                                                                             | 84    |       |
| 14. Juli     | Henki Kolstad                     | norwegischer Schauspieler aftenposten.no                                                                        | 93    |       |
| 14. Juli     | George Noakes                     | anglikanischer Bischof                                                                                          | 83    |       |
| 14. Juli     | Dieter Reinholz                   | deutscher Politiker (CDU) cdu-thueringen.de                                                                     | 64    |       |
| 14. Juli     | Riek Schagen                      | niederländische Schauspielerin nu.nl                                                                            | 94    |       |
| 15. Juli     | Peter Ala Adjetey                 | ghanaischer Jurist, Hochschullehrer und Politiker                                                               | 76    |       |
| 15. Juli     | Stefan Csorich                    | polnischer Eishockeyspieler und -trainer                                                                        | 86    |       |
| 15. Juli     | György Kolonics                   | ungarischer Kanute web.archive.org                                                                              | 36    |       |
| 15. Juli     | Gionata Mingozzi                  | italienischer Fußballspieler javno.com                                                                          | 23    |       |
| 15. Juli     | Juri Michailow                    | sowjetischer Eisschnellläufer web.archive.org                                                                   | 77    |       |
| 15. Juli     | Derek W. Moore                    | britischer Mathematiker                                                                                         | 77    |       |
| 15. Juli     | Karl Unterkircher                 | italienischer Extrembergsteiger n-tv.de                                                                         | 37    |       |
| 15. Juli     | Gennadi Wolnow                    | russischer Basketballspieler cskabasket.com                                                                     | 69    |       |
| 16. Juli     | Hans Dieter Baroth                | deutscher Journalist und Buchautor hertener-allgemeine.de                                                       | 71    |       |
| 16. Juli     | Richard Erdoes                    | deutsch-österreichisch-US-amerikanischer Grafiker, Autor und Bürgerrechtsaktivist derstandard.at                | 96    |       |
| 16. Juli     | Richard Exner                     | deutsch-US-amerikanischer Literaturwissenschaftler und Schriftsteller                                           | 79    |       |
| 16. Juli     | Otto Hübschle                     | deutsch-namibischer Fachtierarzt und Virologe web.archive.org                                                   | 63    |       |
| 16. Juli     | Hubert Keßler                     | deutscher Fußballfunktionär der-betze-brennt.de                                                                 | 73    |       |
| 16. Juli     | Tina Lucas                        | belgische Widerstandskämpferin                                                                                  | 93    |       |
| 16. Juli     | Michael Mende                     | deutscher Technikhistoriker                                                                                     | 63    |       |
| 16. Juli     | Paul Michalke                     | deutsch-österreichischer Theologe stephanscom.at                                                                | 99    |       |
| 16. Juli     | Ernst Solèr                       | Schweizer Schriftsteller tagesanzeiger.ch                                                                       | 48    |       |
| 16. Juli     | Jo Stafford                       | US-amerikanische Sängerin telegraph.co.uk                                                                       | 90    |       |
| 16. Juli     | Lindsay Thompson                  | australischer Politiker parliament.vic.gov.au                                                                   | 84    |       |
| 17. Juli     | Willi Birkelbach                  | deutscher Politiker fr.de                                                                                       | 95    |       |
| 17. Juli     | Horst Dequin                      | deutscher Agrarökonom und Entwicklungshelfer                                                                    | 81    |       |
| 17. Juli     | Creig Flessel                     | US-amerikanischer Comic-Zeichner boards.collectors-society.com                                                  | 96    |       |
| 17. Juli     | Gottlob Haag                      | deutscher Dichter                                                                                               | 81    |       |
| 17. Juli     | Stanisław Hantz                   | polnischer Überlebender der Konzentrationslager Auschwitz I, Auschwitz-Birkenau, Groß-Rosen, Hersbruck und D... | 85    |       |
| 17. Juli     | John Hunt, Baron Hunt of Tanworth | britischer Politiker, Peer und Staatsbeamter timesonline.co.uk                                                  | 88    |       |
| 17. Juli     | Paul Sorensen                     | US-amerikanischer Schauspieler variety.com                                                                      | 82    |       |
| 17. Juli     | John B. Thornes                   | britischer Geograph bristol.ac.uk                                                                               | 67    |       |
| 18. Juli     | Michael Aichhorn                  | österreichischer Theatermacher und Künstler derstandard.at                                                      | 59    |       |
| 18. Juli     | Hildy Beyeler                     | Schweizer Kunstsammlerin tagesanzeiger.ch                                                                       | 86    |       |
| 18. Juli     | Edouard Fachleitner               | französischer Radrennfahrer memoire-du-cyclisme.eu                                                              | 87    |       |
| 18. Juli     | Terry Gibson                      | US-amerikanischer Rennfahrer usatoday.com                                                                       | 46    |       |
| 18. Juli     | Rudi Hoffmann                     | deutscher Spieleautor spielbox-online.de                                                                        | 83    |       |
| 18. Juli     | Heinz Dieter Kittsteiner          | deutscher Historiker abendblatt.de                                                                              | 65    |       |
| 18. Juli     | Artur Kutz                        | deutscher Kaufmann und Sammler                                                                                  | 82    |       |
| 18. Juli     | Tauno Marttinen                   | finnischer Komponist hs.fi                                                                                      | 95    |       |
| 18. Juli     | George Niven                      | schottischer Fußballspieler sport.scotsman.com                                                                  | 79    |       |
| 18. Juli     | Khosro Shakibai                   | iranischer Schauspieler presstv.ir                                                                              | 64    |       |
| 18. Juli     | Mečislovas Treinys                | litauischer Politiker                                                                                           | 66    |       |
| 18. Juli     | Venancio Celestino Orbe Uriarte   | emeritierter Bischof der Prälatur Moyabamba, Peru iglesiacatolica.org.pe                                        | 81    |       |
| 18. Juli     | Peter Welsh                       | australischer Footballspieler realfooty.com.au                                                                  | 54    |       |
| 19. Juli     | Ann Lambton                       | britische Iranologin timesonline.co.uk                                                                          | 96    |       |
| 19. Juli     | Dennis John Carr                  | australischer Botaniker                                                                                         | 92    |       |
| 19. Juli     | Sarah Conlon                      | irische Menschenrechtsaktivistin economist.com                                                                  | 82    |       |
| 19. Juli     | Dercy Gonçalves                   | brasilianische Schauspielerin g1.globo.com                                                                      | 101   |       |
| 19. Juli     | Karl Liedtke                      | deutscher Politiker derwesten.de                                                                                | 83    |       |
| 19. Juli     | Monika Plessner                   | deutsche Kunsthistorikerin und Übersetzerin                                                                     | 95    |       |
| 19. Juli     | Monika Schwalm                    | deutsche Politikerin (CDU) die-topnews.de                                                                       | 61    |       |
| 20. Juli     | Dinko Šakić                       | kroatischer KZ-Kommandant und Kriegsverbrecher 20min.ch                                                         | 86    |       |
| 20. Juli     | Gerald J. Popek                   | US-amerikanischer Informatiker                                                                                  | 61    |       |
| 20. Juli     | Heinz Hoffmann                    | deutscher Schwimmtrainer wasserfreundewuppertal.de                                                              | 94    |       |
| 20. Juli     | Horst Elfe                        | deutscher Betriebswirt und Präsident der IHK Berlin rc-berlin-sued.de                                           | 91    |       |
| 20. Juli     | Ira Schulman                      | US-amerikanischer Jazzmusiker und Musikpädagoge                                                                 | 81    |       |
| 20. Juli     | Rudolf Wilhelm                    | deutscher Wirtschaftswissenschaftler tagesspiegel.de                                                            | 49    |       |
| 20. Juli     | Uwe Claussen                      | deutscher Mediziner jenatv.de                                                                                   | 63    |       |
| 20. Juli     | Volker Kahrs                      | deutscher Musiker                                                                                               | 57    |       |
| 20. Juli     | Yann Richter                      | Schweizer Politiker web.archive.org                                                                             | 80    |       |
| 21. Juli     | Aboutaleb Talebi                  | iranischer Ringer web.archive.org                                                                               | 63    |       |
| 21. Juli     | Adil Zulfikarpašić                | jugoslawischer bzw. bosnischer Politiker und Unternehmer dnevniavaz.ba                                          | 86    |       |
| 21. Juli     | Antoni Jaszczak                   | polnischer Ökonom und Politiker ateneum.edu.pl                                                                  | 62    |       |
| 21. Juli     | Donald Stokes                     | britischer Unternehmer timesonline.co.uk                                                                        | 94    |       |
| 21. Juli     | El Kazovskij                      | ungarischer Maler und Avantgarde-Künstler all-in.de                                                             | 58    |       |
| 21. Juli     | Fritz Steinmetz                   | deutscher Sportler und Sportfunktionär sportal.de                                                               | 91    |       |
| 21. Juli     | Hans Wattler                      | deutscher Politiker (CDU) und Bürgermeister der Stadt Grevenbroich (1969–1979)                                  |       |       |
| 21. Juli     | Harro Heinz Theodor Fromme        | deutscher Opernsänger, Filmdirektor und Maler                                                                   | 86    |       |
| 21. Juli     | Heinz Einbeck                     | deutscher Fußballschiedsrichter dfb.de                                                                          | 77    |       |
| 21. Juli     | Khia Edgerton                     | US-amerikanische DJ allhiphop.com                                                                               | 28    |       |
| 22. Juli     | Andreas Schwinn                   | deutscher Oboist                                                                                                | 87    |       |
| 22. Juli     | Dan Slușanschi                    | rumänischer Sprachwissenschaftler ziarullumina.ro                                                               | 64    |       |
| 22. Juli     | Erich Schmidt                     | deutscher Politiker (SPD) und SDAJ-Funktionsträger                                                              | 97    |       |
| 22. Juli     | Estelle Getty                     | US-amerikanische Schauspielerin derstandard.at                                                                  | 84    |       |
| 22. Juli     | Helen Brockman                    | US-amerikanischer Modedesignerin themercury.com                                                                 | 105   |       |
| 22. Juli     | Joe Beck                          | US-amerikanischer Gitarrist telegraph.co.uk                                                                     | 62    |       |
| 22. Juli     | Marcello Baldi                    | italienischer Filmregisseur                                                                                     | 84    |       |
| 22. Juli     | Maurice Coomarawel                | sri-lankischer Radrennfahrer                                                                                    | 68    |       |
| 22. Juli     | Peter Welzel                      | deutscher Chemiker und Hochschullehrer                                                                          | ~71   |       |
| 22. Juli     | Robert Marvin Abramson            | US-amerikanischer Pianist, Dirigent, Komponist, Autor und Musikpädagoge                                         | 79    |       |
| 22. Juli     | Victor A. McKusick                | US-amerikanischer Mediziner nytimes.com                                                                         | 86    |       |
| 22. Juli     | Werner Oehlschlaeger              | deutscher Silberschmied                                                                                         | 79    |       |
| 22. Juli     | Max Vax                           | russischer Jazzmusiker                                                                                          | ≈33   |       |
| 23. Juli     | Ahmet Hadžipašić                  | bosnischer Politiker dnevniavaz.ba                                                                              | 56    |       |
| 23. Juli     | Bernd Potthast                    | deutscher Jurist und Kommunalpolitiker (CDU)                                                                    | 85    |       |
| 23. Juli     | Bert Klei                         | niederländischer Kirchenjournalist und -kolumnist trouw.nl                                                      | 84    |       |
| 23. Juli     | Christel Hopf                     | deutsche Soziologin                                                                                             | 65    |       |
| 23. Juli     | Frank Schweihs                    | deutsch-US-amerikanischer Krimineller voy.com                                                                   | 78    |       |
| 23. Juli     | Friedel Elting                    | deutscher Fußballtrainer derwesten.de                                                                           | 71    |       |
| 23. Juli     | Friedhelm Busse                   | deutscher militanter Neonazis                                                                                   | 79    |       |
| 23. Juli     | Giovanni Cornacchia               | italienischer Leichtathlet web.archive.org                                                                      | 69    |       |
| 23. Juli     | Harrison Bruce Tordoff            | US-amerikanischer Ornithologe und Museumsleiter                                                                 | 85    |       |
| 23. Juli     | Kurt Furgler                      | Schweizer Politiker baz.ch                                                                                      | 84    |       |
| 23. Juli     | Luis Villar Borda                 | kolumbianischer Diplomat eltiempo.com                                                                           | 78    |       |
| 23. Juli     | Michael S. Mahoney                | US-amerikanischer Mathematikhistoriker                                                                          | 69    |       |
| 23. Juli     | N. Robin Crossby                  | kanadischer Spieleautor                                                                                         | 54    |       |
| 23. Juli     | Nicky Yunupingu                   | australischer Didgeridoo-Spieler und Tänzer einer Aborigines-Rockband theaustralian.com.au                      |       |       |
| 23. Juli     | Olindo Spagnolo                   | Alt-Weihbischof im Erzbistum Guayaquil, Ecuador catholic-hierarchy.org                                          | 82    |       |
| 23. Juli     | Paul Katow                        | luxemburgischer Autor diegrenzgaenger.lu                                                                        | 58    |       |
| 23. Juli     | Wilmont Haacke                    | deutscher Publizist und Publizistikwissenschaftler welt.de                                                      | 97    |       |
| 24. Juli     | Robert T. Herres                  | US-amerikanischer General der United States Air Force bizjournals.com                                           | 76    |       |
| 24. Juli     | Norman Dello Joio                 | US-amerikanischer Musikkomponist newmusicbox.org                                                                | 95    |       |
| 24. Juli     | Friedrich Kamprad                 | deutscher Radiologe                                                                                             | 69    |       |
| 24. Juli     | Ibrayım Yusupov                   | sowjetischer, karakalpakischer und usbekischer Dichter, Übersetzer, Dramatiker und Pädagoge                     | 79    |       |
| 25. Juli     | Enzo Moser                        | italienischer Radrennfahrer gazzetta.it                                                                         | 67    |       |
| 25. Juli     | Ernst Kasper                      | deutscher Architekt aachener-nachrichten.de                                                                     | 72    |       |
| 25. Juli     | Harriet Burns                     | US-amerikanische Designerin von Disneyland-Attraktionen iht.com                                                 | 79    |       |
| 25. Juli     | Hiram Bullock                     | US-amerikanischer Jazz-Gitarrist independent.co.uk                                                              | 52    |       |
| 25. Juli     | Johnny Griffin                    | US-amerikanischer Saxophonist lefigaro.fr                                                                       | 80    |       |
| 25. Juli     | Josef Dobler                      | Schweizer Volksmusiker und Bauernmaler                                                                          | 83    |       |
| 25. Juli     | Kyrilla Spiecker                  | deutsche Benediktinerin, Äbtissin, Künstlerin und Buchautorin orden-online.de                                   | 90    |       |
| 25. Juli     | Lotte Betke                       | deutsche Schauspielerin und Autorin rundschau-online.de                                                         | 102   |       |
| 25. Juli     | Michail Pugowkin                  | russischer Schauspieler newsru.com                                                                              | 85    |       |
| 25. Juli     | Randy Pausch                      | US-amerikanischer Informatiker the-savvy-sista.com                                                              | 47    |       |
| 25. Juli     | Tracy Hall                        | US-amerikanischer Chemiker htracyhall.org                                                                       | 88    |       |
| 26. Juli     | Amina Abdullah Bednorz            | deutsche Islamwissenschaftlerin idea.de                                                                         | 83    |       |
| 26. Juli     | Chas Messenger                    | englischer Radrennfahrer                                                                                        | 94    |       |
| 26. Juli     | Daniel Santamans                  | französischer Rugbyspieler und -trainer ladepeche.fr                                                            | 48    |       |
| 26. Juli     | Grace Hoffman                     | US-amerikanische Opernsängerin nzz.ch                                                                           | 87    |       |
| 26. Juli     | Guy Duijck                        | belgischer Komponist, Dozent, Oboist und Dirigent muziekcentrum.be                                              | 81    |       |
| 26. Juli     | Inge Dirmhirn                     | österreichische Meteorologin boku.ac.at                                                                         | 83    |       |
| 26. Juli     | Johann Korec                      | österreichischer Maler diepresse.com                                                                            | 71    |       |
| 26. Juli     | Reinhold Lochmann                 | deutscher Widerstandskämpfer und Polizeioffizier (KPD, SED)                                                     | 94    |       |
| 26. Juli     | Mullah Usman                      | afghanischer Taliban-Anführer focus-fen.net                                                                     | ??    |       |
| 26. Juli     | Otmar Sommerfeld                  | deutscher Fußballer                                                                                             | 78    |       |
| 26. Juli     | Petre Ninosu                      | rumänischer Politiker atac-online.ro                                                                            | 63    |       |
| 27. Juli     | David Russell Johnston            | britischer Politiker (Liberal Democrat), Mitglied des House of Commons                                          | 75    |       |
| 27. Juli     | Graham Crallan                    | britischer Schlagzeuger                                                                                         | 50    |       |
| 27. Juli     | Hans Kraus                        | deutscher Kommunalpolitiker (CSU)                                                                               | 69    |       |
| 27. Juli     | Hans von Steuben                  | deutscher Archäologe web.uni-frankfurt.de                                                                       | 79    |       |
| 27. Juli     | Horst Stein                       | deutscher Dirigent dw-world.de                                                                                  | 80    |       |
| 27. Juli     | Joaquim Guedes                    | brasilianischer Architekt piniweb.pini.com.br                                                                   | 76    |       |
| 27. Juli     | Marisa Merlini                    | italienische Schauspielerin corriere.it                                                                         | 84    |       |
| 27. Juli     | Max Eham                          | deutscher Dirigent und Komponist ovb.trauer.de                                                                  | 93    |       |
| 27. Juli     | Tiberiu Apostol                   | rumänischer Rugbyspieler asport.ro                                                                              | 25    |       |
| 27. Juli     | Werner Rosenbaum                  | deutscher Feldhockeyspieler                                                                                     | 81    |       |
| 27. Juli     | Youssef Chahine                   | ägyptischer Filmregisseur baz.ch                                                                                | 82    |       |
| 28. Juli (?) | Kim Jee-hyun                      | südkoreanischer Opernsänger web.archive.org                                                                     | 44    |       |
| 28. Juli (?) | Suzan Tamim                       | libanesische Popsängerin spiegel.de                                                                             | 30    |       |
| 28. Juli     | Constantin Sfârlogea              | rumänischer Fußballspieler und -trainer fcuniversitatea.ro                                                      | 67    |       |
| 28. Juli     | Keith Shadwick                    | britischer Jazzautor                                                                                            | 56    |       |
| 28. Juli     | Midhat Mursi as-Sayyid Umar       | ägyptischer Terrorist foxnews.com                                                                               | 55    |       |
| 28. Juli     | Pierre Berès                      | französischer Buchhändler faz.net                                                                               | 95    |       |
| 28. Juli     | Wendo Kolosoy                     | kongolesischer Musiker news.bbc.co.uk                                                                           | 83    |       |
| 29. Juli     | Bruce Edwards Ivins               | US-amerikanischer Wissenschaftler und Anthrax-Attentäter focus.de                                               | 62    |       |
| 29. Juli     | Bruno Thürlimann                  | Schweizer Bauingenieur                                                                                          | 85    |       |
| 29. Juli     | Eric Varley                       | britischer Politiker theguardian.com                                                                            | 75    |       |
| 29. Juli     | Fakir Chand Mehra                 | indischer Filmproduzent bafta.org                                                                               | 84    |       |
| 29. Juli     | Hans Strunden                     | deutscher Zahnarzt sowie Sachbuchautor mit dem Schwerpunkt Papageien                                            | 82    |       |
| 29. Juli     | Heinz Kruse                       | deutscher Opernsänger abendblatt.de                                                                             | 67    |       |
| 29. Juli     | Hugo von der Crone                | Schweizer Jurist, Verwaltungsrats-Vizepräsident der Credit Suisse                                               | 79    |       |
| 29. Juli     | Larry Townsend                    | US-amerikanischer Autor                                                                                         | 77    |       |
| 29. Juli     | Mate Parlov                       | kroatischer Boxer tportal.hr                                                                                    | 59    |       |
| 29. Juli     | Michael Graff                     | österreichischer Politiker (ÖVP) wiev1.orf.at                                                                   | 70    |       |
| 29. Juli     | Mircea Luca                       | rumänischer Fußballspieler und -trainer clujeanul.gandul.info                                                   | 86    |       |
| 29. Juli     | Wolfgang Osthoff                  | deutscher Musikwissenschaftler und Hochschullehrer, Professor für historische Musikwissenschaft                 | 81    |       |
| 30. Juli     | Anne Armstrong                    | US-amerikanische Diplomatin und Politikerin                                                                     | 80    |       |
| 30. Juli     | Hermann Borgs-Maciejewski         | deutscher Jurist, Richter am Bundesverwaltungsgericht                                                           | 69    |       |
| 30. Juli     | Václav Dvořák                     | Bischofsvikar von Budweis                                                                                       | 86    |       |
| 30. Juli     | Zlata Bartl                       | jugoslawische Chemikerin net.hr                                                                                 | 88    |       |
| 31. Juli     | Hans-Joachim Kipka                | deutscher Sänger und Hörspielsprecher                                                                           | 78    |       |
| 31. Juli     | Ankepetra Müntefering             | deutsche Politikergattin Ankepetra Müntefering ist tot                                                          | 62    |       |
| 31. Juli     | August Gebeßler                   | deutscher Kunsthistoriker forum.db.rjm.de                                                                       | 79    |       |
| 31. Juli     | Hansi Würth                       | deutscher Moderator                                                                                             | 63    |       |
| 31. Juli     | Heinz Hunger                      | deutscher Politiker nw-news.de                                                                                  | 70    |       |
| 31. Juli     | Helmut Göttke-Krogmann            | deutscher Kommunalpolitiker (CDU), Bürgermeister von Lohne                                                      | 89    |       |
| 31. Juli     | Lee Cheong-jun                    | südkoreanischer Autor koreatimes.co.kr                                                                          | 68    |       |
| 31. Juli     | Lee Young                         | US-amerikanischer Jazzmusiker                                                                                   | 94    |       |
| 31. Juli     | Peter Bloch                       | deutsch-US-amerikanischer Journalist                                                                            | 86    |       |
| 31. Juli     | Willi Piecyk                      | deutscher Politiker (SPD) shz.de                                                                                | 59    |       |
| 31. Juli     | Friederike Prodinger              | österreichische Volkskundlerin und Direktorin des Salzburg Museums                                              | 95    |       |
| 31. Juli     | Yusuf Salim                       | US-amerikanischer Jazzmusiker                                                                                   | ≈89   |       |
| 31. Juli     | Élizabeth Lutz                    | französische Mathematikerin                                                                                     | 94    |       |
| Juli         | Claude Digeon                     | französischer Romanist                                                                                          | 88    |       |
| Juli         | Tony Duvert                       | französischer Schriftsteller                                                                                    | ≈63   |       |